# Thecla jactator
Thecla jactator är en fjärilsart som beskrevs av Druce 1907. Thecla jactator ingår i släktet Thecla och familjen juvelvingar. Inga underarter finns listade i Catalogue of Life.